# Child Ballads

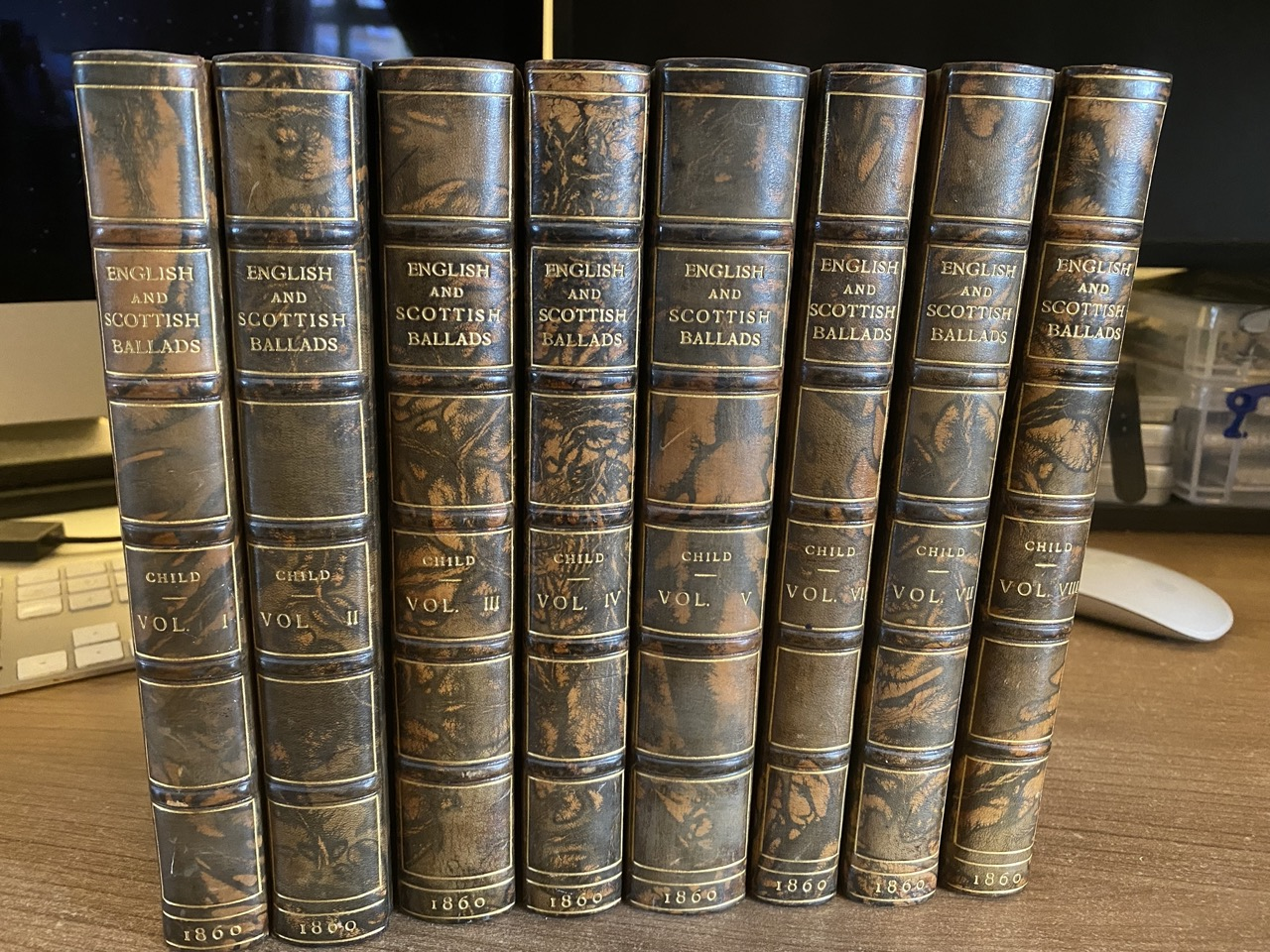
De uitgave in acht delen van 1860.

De English and Scottish Ballads (1857/1858), verzameld en uitgegeven door Francis James Child, is een liedboek met historische Engelstalige volksliedjes, ook bekend als de Child Ballads. De tweede druk, van 1860, beslaat 8 banden.
In 1882-1898 verscheen er een uitgebreidere, wetenschappelijke uitgave in 10 banden, onder de titel The English and Scottish Popular Ballads. In totaal worden er uiteindelijk 305 afzonderlijke ballades tot de Child Ballads gerekend (maar van elk lied kunnen meerdere varianten bekend zijn).
In de jaren 1960 werden de meeste ballades voorzien van een melodie, verzameld door Bertrand Harris Bronson. Alle liederen zijn opgenomen in de Roud Folk Song Index, de databank voor Engelstalige volksliedjes.

## Opgenomen ballades

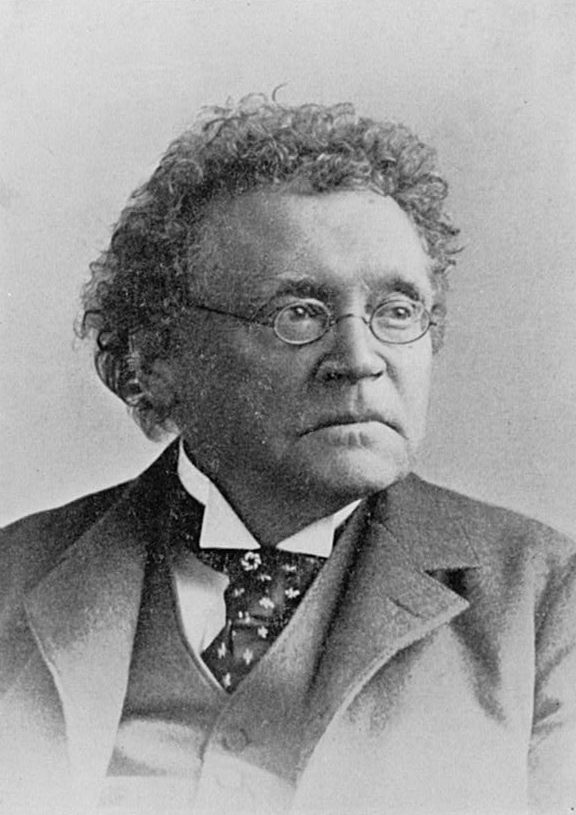
Francis James Child.

De meeste opgenomen ballades dateren uit de zeventiende en achttiende eeuw, maar de oudste gaan terug op middeleeuwse handschriften. Veel liedteksten zijn overgenomen van losse liedbladen. Het is echter onduidelijk hoe Francis Childs selectie tot stand is gekomen, omdat hij overleed voor hij een verantwoording uit had kunnen geven.
Inhoudelijk zijn veel van de Child Ballads duister van toon. Een deel gaat over historische figuren, een groot deel over bekende personages (zoals Robin Hood en koning Arthur) en in een ander deel worden sprookjes verhaald.
Veel terugkomende thema's zijn verboden liefde, eer, adellijkheid, bovennatuurlijke verschijnselen, zonde, moord, ballingschap, de dood en het lot.

## Geschiedenis

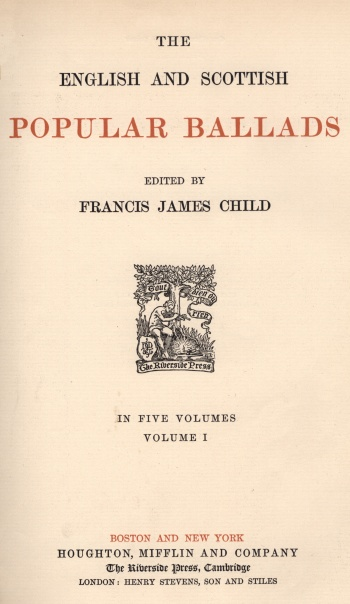
Het titelblad van de uitgave uit 1904.

Voor de Child Ballads waren er al andere verzamelingen Engelstalige balladen verschenen, zoals Reliques of Ancient English Poetry, samengesteld door bisschop Thomas Percy (1765). Ook in andere talen waren er reeds verzamelingen historische liederen in druk verschenen (vergelijkbaar in het Nederlandse taalgebied is Het oude Nederlandsche lied, 1843-1910, van F. van Duyse).
Francis Child nam de Deense balladeverzameling Danmarks gamle Folkeviser als uitgangspunt. Deze verzameling was begonnen door Svend Grundtvig in 1853, maar werd in eeuw tijd uitgebreid tot 12 boekbanden met 539 soorten ballades. Hierin werd de volgende indeling gehanteerd:
- Heldenliederen (deel 1)
- Magische liederen (deel 2)
- Historische liederen (deel 3)
- Romances (volksballades) (deel 4)
- Deense romances (volksballades) (deel 5)

Elk lied kreeg een nummer, dat verwees naar deze indeling.
Child nam deze methode van nummering over. Hierdoor kon hij verschillende versies van een lied met elkaar verbinden of onderscheiden.
In 1860 zag Childs achtdelige verzameling English and Scottish Ballads het licht. Hierin nam hij doorgaans slechts één variant van elke ballade op.
Ruim tien jaar later verscheen de uitgebreidere, wetenschappelijke uitgave in 10 delen, onder de titel The English and Scottish Popular Ballads (1882-1898). Deel 5 bevat een uitgebreide verantwoording, waaronder een index en gebruikte bronnen.
In 1957 werd de verzameling herdrukt in drie delen en in 1965 met een essay van Walter Morris. Ook verschenen er verschillende ingekorte versies bestemd voor het grote publiek.
In de jaren 1960 zocht Bertrand Harris Bronson historische muzieknotaties bij zoveel mogelijk ballades. In 2002-2011 verscheen er een 'gecorrigeerde' versie van de The English and Scottish Popular Ballads in vijf delen. Hierin zijn muzieknotaties opgenomen.

## Voorbeelden van opgenomen liederen
Een klein aantal voorbeelden van de 305 ballades die zijn opgenomen in de Child Ballads, verzameld door Francis Child (met de liednummers uit de uitgave).
| - Riddles Wisely Expounded (1) - The Elfin Knight (2) - Lord Randal (12) - Sir Lionel (18) - Bonnie Annie (24) - The Three Ravens (26) - King Arthur and King Cornwall (30) - The Marriage of Sir Gawain (31) - Thomas Rymer (37) - Proud Lady Margaret (47) - Young Beichan (53) - Glasgerion (67) - The Maid Freed from the Gallows (95) - Robin Hood and the Monk (119) - Robin Hood and Maid Marian (150) | - Queen Elanor's Confession (156) - The Rose of England (166) - Thomas Cromwell (171) - The Earl of Westmoreland (177) - Lord Delaware (207) - Glasgow Peggie (228) - The White Fisher (264) - The Knight's Ghost (265) - The Suffolk Miracle (272) - Get Up and Bar the Door (275) - The Mermaid (289) - The Brown Girl (295) - Blancheflour and Jollyflorice (300) |

De volledige lijst van de 305 balladen is te vinden op de Engelse Wikipedia.

## Enkele illustraties bij de liederen

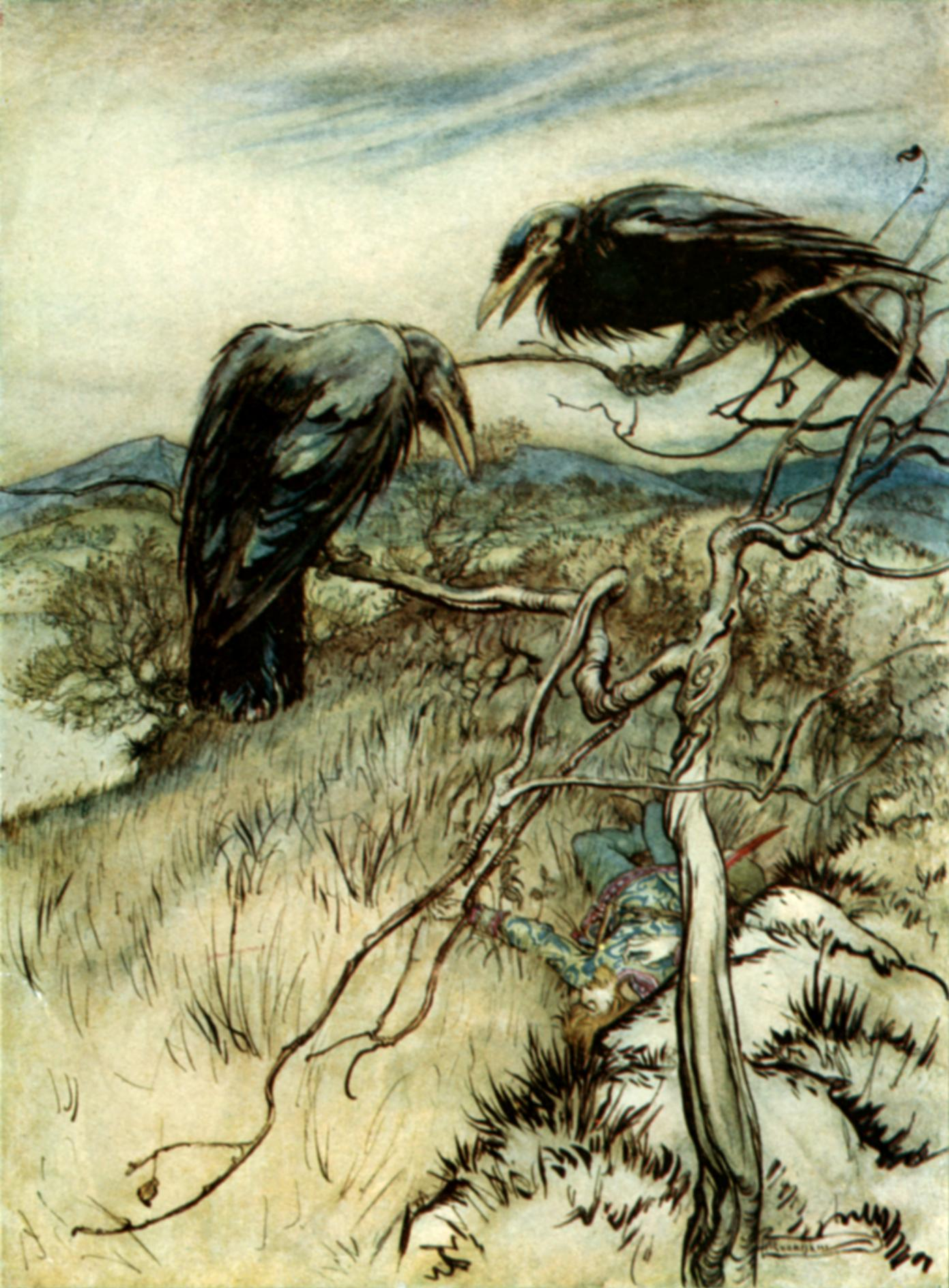
Een aantal rafen wil het lichaam van een dode ridder eten, maar zijn havik, honden en dame bewaken hem ('The Three Ravens', Child Ballad 26).
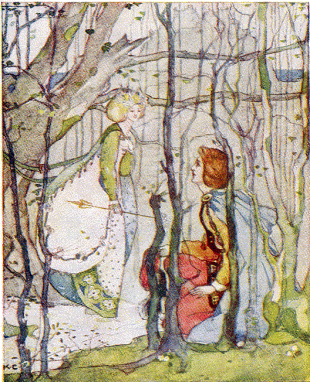
Een minstreel ontmoet een elf en hij moet haar zeven jaar dienen ('Thomas Rymer', Child Ballad 37).
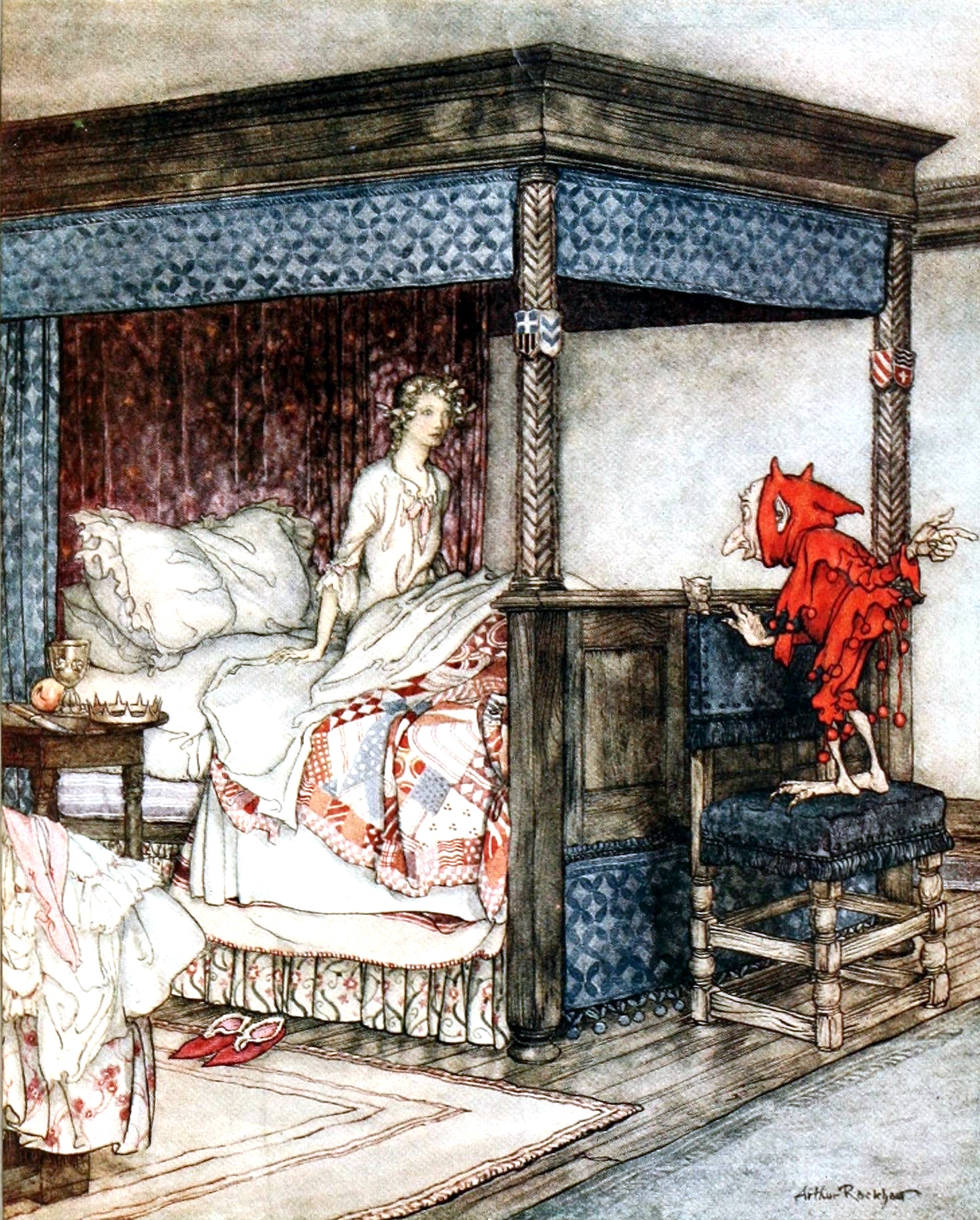
Een held wordt uit een kerker gehaald door een meisje en hij belooft haar te trouwen, een huiself waarschuwt haar echter dat hij er met een ander vandoor gaat ('Young Beichan', Child Ballad 53).
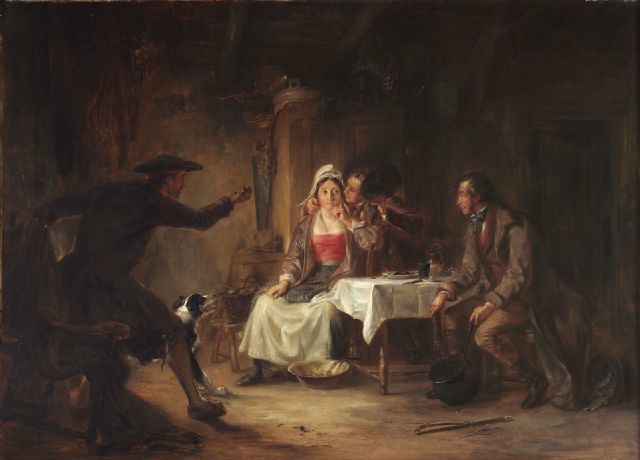
Een man vraagt zijn echtgenote om de deur te vergrendelen, maar zij is te druk met koken ('Get Up and Bar the Door', Child Ballad 275).